# Flagge Äthiopiens
Die Flagge Äthiopiens mit dem aktuellen Hoheitszeichen wurde am 6. Februar 1996 offiziell eingeführt und am 28. August 2009 leicht verändert. Die ihr grundlegende Trikolore wurde bereits im 19. Jahrhundert verwendet und ist der Ursprung der Panafrikanischen Farben.

## Bedeutung

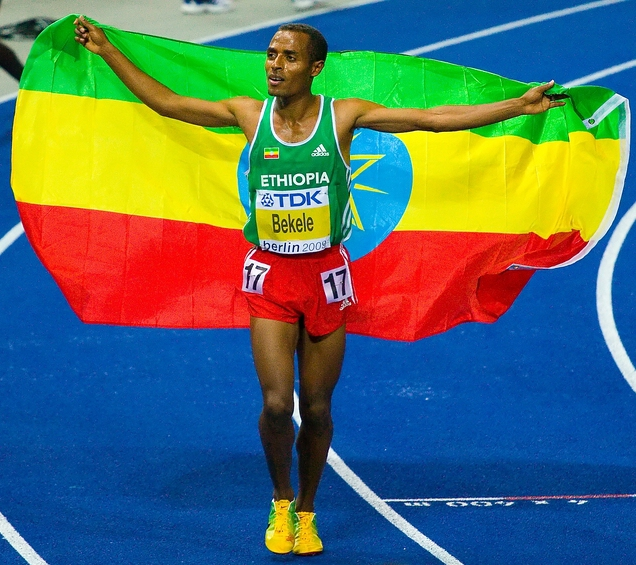
Kenenisa Bekele mit der äthiopischen Flagge 2009 in Berlin

Die Farben werden verschieden gedeutet. Die amtliche Symbolik ist:
- Grün steht für die Fruchtbarkeit der Erde des Landes.
- Gelb steht für die Liebe zum Mutterland.
- Rot steht für Kraft und erinnert an das Blut, das im Kampf gegen die Unterdrücker vergossen wurde.

Zugleich repräsentieren die Farben die bedeutendsten Teile des Landes:
- Grün für Shewa
- Gelb für Amhara
- Rot für Tigray

Im Kaiserreich war den Farben folgende Bedeutung zugeschrieben:
- Grün war das Symbol des Landes
- Gelb stand für die Kirche, Frieden und natürlichen Reichtum
- Rot war die Farbe der Kraft und des Blutes der Patrioten

Weitere Deutungen werden dem religiösen Bereich zugeschrieben.
- Eine davon bezieht sich auf die christliche Dreifaltigkeit und die christlichen Tugenden. Danach steht,
  - Grün für den Heiligen Geist und die Hoffnung
  - Gelb für Gott Vater und die Nächstenliebe
  - Rot für Gottes Sohn und den Glauben

- Im Glauben der Rastafari, welcher u. a. in Shashemene verbreitet ist, werden den Farben, in umgekehrter Reihenfolge, folgende Bedeutungen zugeschrieben:
  - Rot für das Blutvergießen und die Morde an den verschleppten Sklaven,
  - Gold für den Reichtum, den man den Sklaven (Sufferahs, „Leidende“) gestohlen hat,
  - Grün für das gelobte Mutterland Äthiopien oder allgemein Afrika, das die Heimkehr der Verschleppten erwartet.

Das Emblem im mittleren Streifen der Flagge zeigt ein strahlendes Pentagramm mit gleich langen „Strahlen“. Dies steht symbolisch für die Gleichheit aller ethnischen Gruppen sowie Geschlecht und Glaubensrichtung. Die Strahlen stehen für eine strahlende Zukunft Äthiopiens, der blaue Hintergrund steht für Frieden und Demokratie.

## Geschichte
Die Flagge entstand wahrscheinlich durch die Vereinigung dreier getrennter Wimpel in den in Äthiopien beliebten Farben Grün, Gelb und Rot und wurde erstmals am 6. Oktober 1897 eingeführt. Das Kaiserreich zeigte dazu einen Löwen mit einem Kreuzstab und einem Banner in den Nationalfarben, den sogenannten Löwen Judas oder Kaiserlöwen. Auch Trikoloren ohne Löwe waren im Gebrauch. Die Flagge hatte damals ein Seitenverhältnis von 2:3. Vermutlich waren die Trikoloren Frankreichs und Italiens hier das Vorbild zur Anordnung zu drei Streifen. Zwischen 1936 und 1941 war Äthiopien von Italien besetzt und im Mai 1941 wurde die äthiopische Flagge wieder in Gebrauch genommen. Während der italienischen Besetzung wurde diese Fahne zum Freiheitsbanner.
1975 verschwand der Kaiserlöwe aus der Flagge, zusammen mit dem Kaisertum. 1987 wechselte man im Seitenverhältnis zu 1:2 und fügte das Emblem der Demokratischen Volksrepublik ein. 1991 wurde wieder die Trikolore ohne Emblem eingeführt und das neue Seitenverhältnis blieb. Diese Flagge ist auch heute noch weit verbreitet. 1996 fügte man ein neues Emblem auf der Flagge ein, das 2009 noch etwas vergrößert wurde, das Siegel Äthiopiens.

2:3  Nationalflagge des Kaiserreichs mit dem Löwen Judas, 1897 bis 1936 und 1941 bis 1974
2:3   Nationalflagge von 1975 bis 1987[2]
1:2  Flagge von Äthiopien 1987–1991
1:2  Nationalflagge der DVR, 1991 bis 1996
1:2  Nationalflagge, 1996 bis 27. August 2009

## Flaggen der Bundesstaaten

Afar
Amhara

Benishangul-Gumuz
1:2  Flagge der Autonomen Region Eritrea von 1950 bis 1962 (inoffiziell bis 1993)
Gambela
Harar

Oromiyaa
Somali
Region der südlichen Nationen, Nationalitäten und Völker
Tigray

## Flaggen von Rebellengruppen

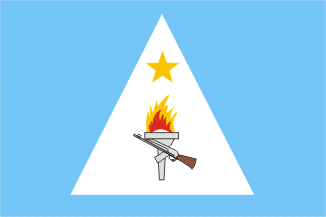
Revolutionäre Demokratische Einheitsfront der Afar
Oromo-Befreiungsfront